# Ilse Steppat
Ilse Steppat (Barmen, 30 november 1917 – Berlijn, 21 december 1969) was een Duitse actrice.

## Biografie
Ilse Steppat kreeg haar eerste verbintenis in het Rheydtse stadstheater in de herfst van 1933. Daarna volgden optredens in Düsseldorf, Osnabrück en Oldenburg. In 1937 werd ze lid van het ensemble van de Volksbühne Berlijn, en ging vervolgens naar het Alte Theater in Leipzig, het Meininger Theater en, kort na de Tweede Wereldoorlog, het Hebbel-Theater in Berlijn.
Toen het levensverhaal van de acteur Joachim Gottschalk in 1947 werd verfilmd met Ehe im Schatten, kreeg ze de rol van de Joodse vrouw van Gottschalk.
De actrice werkte soms ook als stemactrice en leende haar rokerige stem onder andere aan Lana Turner in The Three Musketeers.
In de jaren 1960 speelde Ilse Steppat in verschillende films van Edgar Wallace, waaronder The Crypt with the Enigmatic Castle, The Uncanny Monk en The Blue Hand. Hierdoor werd ze erg bekend in Duitsland.
Steppats enige Engelstalige rol was die van Irma Bunt in de James Bondfilm On Her Majesty's Secret Service. Tijdens het eerste Engelstalige gesprek tussen de actrice en producent Albert R. Broccoli verwarde Steppat het woord 'engaged' (Duits: ‘verlobt’) met het Duitse woord ‘engagiert’ (toegewijd, betrokken). Toch kreeg ze de rol van de handlangster van de schurk Ernst Stavro Blofeld (Telly Savalas), mede omdat regisseur Peter R. Hunt de Griekse actrice Irene Papas, die eigenlijk de voorkeur had van Harry Saltzman (samen met Broccoli eigenaar van de productiemaatschappij Eon Productions), te sympathiek vond. Twee dagen na de bioscooprelease van de film in Duitsland in december 1969 overleed Ilse Steppat op 52-jarige leeftijd aan een hartaanval. Haar graf bevindt zich op de Waldfriedhof Dahlem in Berlijn.
In 1954 kreeg Ilse Steppat, die een relatie had met regisseur Max Nosseck, de Duitse prijs van de critici.

## Filmografie

### Bioscoopfilms
- 1947: Ehe im Schatten
- 1949: Die Brücke
- 1949: Die blauen Schwerter
- 1950: Der Mann, der zweimal leben wollte
- 1950: Der Fall Rabanser
- 1951: Die Tat des Anderen
- 1951: Was das Herz befiehlt
- 1951: Die Schuld des Dr. Homma
- 1951: Hanna Amon
- 1952: Wenn abends die Heide träumt
- 1952: Lockende Sterne
- 1953: Der Kaplan von San Lorenzo
- 1954: Rittmeister Wronski
- 1954: Phantom des großen Zeltes
- 1955: Oberarzt Dr. Solm
- 1955: Der dunkle Stern
- 1955: Die Ratten
- 1955: Der Hauptmann und sein Held
- 1956: Waldwinter
- 1956: Weil du arm bist, mußt du früher sterben
- 1957: Der Adler vom Velsatal
- 1957: Bekenntnisse des Hochstaplers Felix Krull
- 1958: Nachtschwester Ingeborg
- 1958: Madeleine Tel. 13 62 11
- 1958: Der achte Wochentag
- 1958: Romarei – Das Mädchen mit den grünen Augen
- 1959: Sehnsucht hat mich verführt
- 1960: Pension Schöller
- 1960: Im Namen einer Mutter
- 1960: Auf Engel schießt man nicht
- 1962: Die Post geht ab
- 1963: Apartment-Zauber
- 1963: Der Unsichtbare
- 1964: Die Gruft mit dem Rätselschloß
- 1965: Der unheimliche Mönch
- 1966: A belles dents
- 1967: Die blaue Hand
- 1968: Der Tod im roten Jaguar
- 1969: On Her Majesty’s Secret Service

### Televisie
- 1957: Der entscheidende Augenblick
- 1957: Das Geheimnis
- 1957: Der versteinerte Wald
- 1958: Sie schreiben mit
- 1961: Der jüngste Tag
- 1961: Schau heimwärts, Engel
- 1964: Das Haus der Schlangen
- 1964: Hafenpolizei – Reisebegleiterin gesucht
- 1965: Sie schreiben mit – Die Entscheidung
- 1965: Der Krake
- 1965: Niemandsland
- 1966: Hinter diesen Mauern
- 1968: Hauptstraße Glück
- 1968: Eine etwas sonderbare Dame
- 1968: Liliomfi
- 1968: Altaich
- 1968: Berliner Antigone
- 1969: Alle Hunde lieben Theobald – Diana und die Landgräfin

## Als stemactrice
| Jaar van synchronisatie | Filmtitel                  | Rol               | Acteur       | Jaar van de verfilming |
| ----------------------- | -------------------------- | ----------------- | ------------ | ---------------------- |
| 1950                    | Die Affäre Macomber        | Margaret Macomber | Joan Bennett | 1948                   |
| 1950                    | Gefährliche Begegnung      | Alice Reed        | Joan Bennett | 1944                   |
| 1950                    | Die drei Musketiere (1948) | Lady de Winter    | Lana Turner  | 1948                   |

## Hoorspelen
- 1947: Walter Hasenclever: Antigone – Regie: Peter Bejach (Berliner Rundfunk)
- 1947: Hedda Zinner: Erde – Regie: Hedda Zinner (Berliner Rundfunk)
- 1947: Hans Sattler: Der Weg aus dem Dunkel – Regie: Alfred Braun (Berliner Rundfunk)
- 1958: Dieter Meichsner: Auf der Strecke nach D. – Regie: Curt Goetz-Pflug (Hörspiel – SFB)